# Senna Lodigiana
Senna Lodigiana es una localidad y comune italiana de la provincia de Lodi, región de Lombardía, con 2.020 habitantes.

## Evolución demográfica
| Gráfica de evolución demográfica de Senna Lodigiana entre 1861 y 2001 |
|                                                                       |
| Fuente ISTAT - elaboración gráfica de Wikipedia                       |